# سیکس‌دیگریز
سیکس‌دیگریز (به‌انگلیسی: Six Degrees) یک وب سایت خدمات شبکه اجتماعی بود که در ابتدا از سال ۱۹۹۷میلادی تا ۲۰۰۱میلادی ادامه یافت و بر اساس مدل شبکه‌های اجتماعی شبکه تماس‌ها ساخته شد. این نام به مفهوم شش درجه اشاره داشت و به کاربران امکان می‌داد دوستان، اعضای خانواده و آشنایان را هم در سایت و هم در سایت خارجی لیست کنند. کاربران می‌توانستند برای افراد در درجه اول، دوم و سوم پیام ارسال کنند. سیکس‌دیگریز یکی از اولین سایت‌های شبکه‌های اجتماعی به شکل عمومی بود که امروزه در حال استفاده گسترده‌است.

## تاریخچه
شبکه اجتماعی اینترنتی یا به زبان ساده صفحه اینترنتی است که افراد با عضویت در آن می‌توانند دوست یابی کنند، به بحث و تبادل نظر بپردازند و…. عنوان شبکه اجتماعی اینترنتی با قالب امروزی برای نخستین بار در سال ۱۹۶۰ در دانشگاه ایلینویز در ایالات متحده آمریکا مطرح شد و پس از آن در سال ۱۹۹۷ نخستین پایگاه اطلاع‌رسانی شبکه اجتماعی (سایت) به نام سیکس دیگریز اجازه ایجاد پروفایل را به کاربرانش داد که این پایگاه اطلاع‌رسانی به دلیل عدم موفقیت بعد از سه سال متوقف شد. پس از آن تجارت در وبگاه‌های اجتماعی در سال ۲۰۰۲ باعث به وجود آمدن شبکه‌های اجتماعی دیگر و رشد قارچ‌گونه این پایگاه‌های اطلاع‌رسانی در فضای مجازی شد. از زمان ظهور سایت‌های شبکه‌های اجتماعی اولیه، سیستم عامل‌های شبکه‌های اجتماعی آنلاین، به‌طور گسترده‌ای گسترش یافتند که از معروف‌ترین این رسانه‌های اجتماعی فیس بوک، اینستاگرام، توییتر و اسنپ چت را می‌توان نام برد. منبع

## وب
وب یا تار جهانگستر یکی از مهمترین و کاربردی‌ترین ابزار خدمات موجود در اینترنت است و معماری آن بر اساس سرویس دهنده -> سرویس گیرنده است. از طریق آن می‌توان به گستره وسیعی از منابع اینترنتی دسترسی پیدا کرد که ترکیبی از فرامتن و فرارسانه است. به عبارتی و بر اساس نظام فرامتن کار می‌کند یعنی در صفحات وب پیوندهایی برای اتصال به صفحات دیگر نهادینه شده‌است که اگر کاربر نیاز به منابع اطلاعاتی دیگر داشته باشد کافیست با اشاره‌گر ماوس بر روی متن متمایز شده کلیک کنید تا صفحه مورد نظر برای وی در دسترس قرار گیرد.

### وب ۲٬۰
وب۲٬۰ مفهومی است که بر اساس آن تعامل با محتوای وب به مثابه تعامل با محتوای موجود در رایانهای شخصی است. وب ۲٬۰ جایی است که در آن هر عملی عکس العملی فوریی در پی خواهد داشت. به‌طور کلی در چرخه حیات وب جدید کاربر نقش مستقیم مؤثر ایفا می‌کند. به عبارتی این نسل از وب کاربرسالار است.

## رسانه‌های اجتماعی
رسانه‌های اجتماعی فناوری‌های رایانه‌ای هستند که ایجاد یا اشتراک اطلاعات، ایده‌ها، علایق شغلی و سایر شکل‌های گفتگو را از طریق جوامع و شبکه‌های مجازی، در قالب بسترهایی همچون وب و تلفن همراه تسهیل می‌کنند. رسانهٔ اجتماعی یک گروه از کاربردهای مبتنی بر اینترنت است که بر اساس پایه‌های فنّاورانه و ایدئولوژیکی وب ۲ ساخته شده که بستر خلق و تبادل محتوای را برای کاربران فراهم می‌کند. دسته‌بندی‌های مختلفی از رسانهٔ اجتماعی وجود دارد که شامل شبکه‌های اجتماعی مانند (فیسبوک و لینکداین) میکروبلاگ‌ها مثل (توئیتر) اشتراک گذاری عکس چون (فلیکر، فوتوباکت یا پیکاسا)، تجمع اخبار هماند (گوگل ریدر، فیدبرنر، استامبل اپان) اشتراک ویدئو همچون (یوتیوب و متا کافه)، پخش زنده مثل (استریم یا توئیچ تی وی)، دنیای مجازی (کانوا)، بازی اجتماعی (ورد او وار کرفت)، جستجوی اجتماعی (گوگل، بینگ یا اسک دات کام) و پیامرسانی فوری (گوگل تاک، اسکایپ یا یاهو مسنجر) است.

شبکه اجتماعی فیسبوک

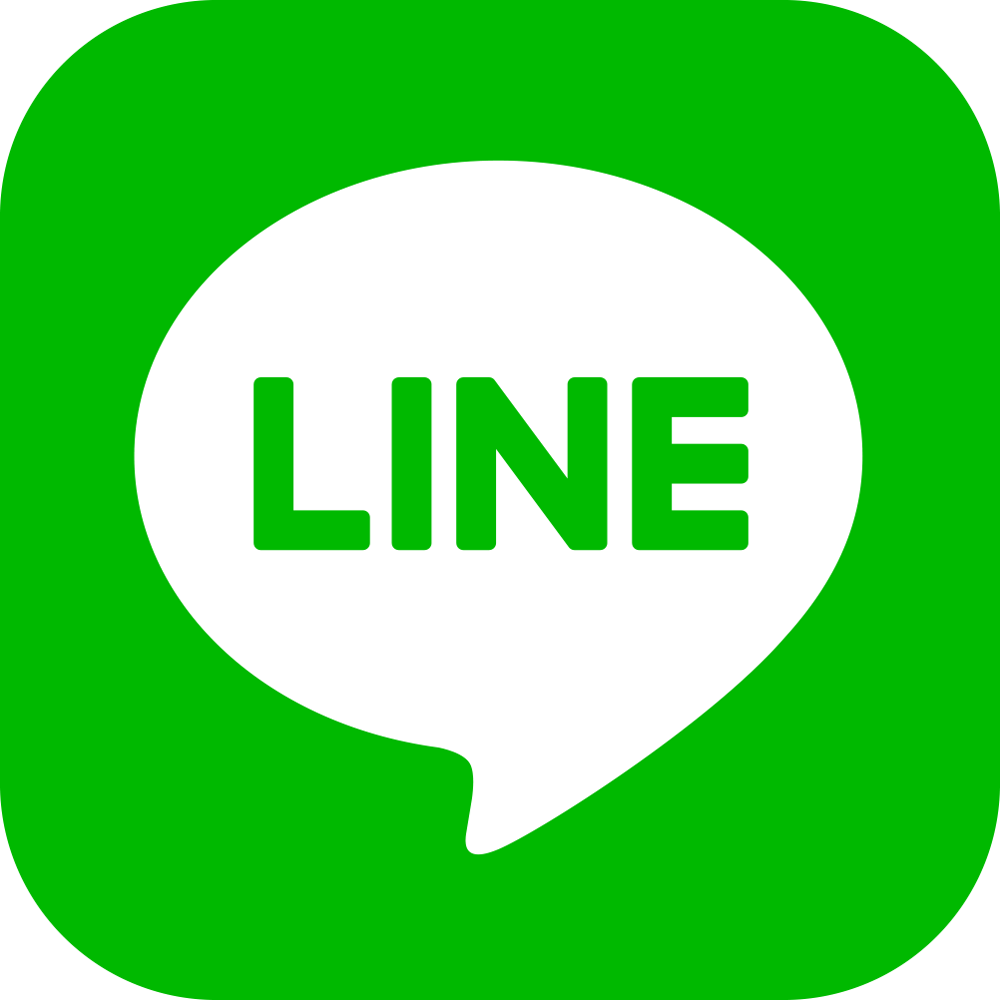
شبکه اجتماعی لاین

### انواع شبکه‌های اجتماعی
سایت‌های شبکه‌های اجتماعی شامل دو شکل هستند:

### شبکه‌های اجتماعی مبتنی بر پروفایل
در سایت‌های شبکه‌های پروفایل محور کانون فعالیت‌ها پیرامون صفحه‌های حاوی اطلاعات مربوط به فعالیت‌ها و علایق و گرایش‌های هر عضو شکل می‌گیرد. بیبو، فیسبوک و مای اسپیس نمونه‌هایی از این نوع شبکه‌ها هستند. از شبکه‌های اجتماعی مجازی دیگر همچنین می‌توان وایبر، لاین و غیره را نام برد، در این شبکه‌ها کاربران نوعاً دامنه فعالیت و فضای ارتباطی خود را از راه‌های گوناگون با درج یادداشت پیوند و افزودن متن در فضای به اشتراک گذارده شده گسترش می‌دهند.

### شبکه‌های اجتماعی مبتنی بر محتوا
در این شبکه‌ها پروفایل‌های کاربران در عین حال که دارای جایگاه مهم در شکل‌گیری ارتباطات هستند اما نقش دیگری را در ارسال محتوا دارند. شبکه فلیکیر نمونه‌ای از اینگونه شبکه‌هاست. گروه‌ها، ارتباطات و یادداشت‌هایی پیرامون تصاویر درج شده شکل می‌گیرند و اعضای شبکه برای ارسال تصویر جدید در دیدگاه‌های خود در ارتباط با سایر اعضا نخست باید خود را به شبکه معرفی کنند یعنی از پروفایلی که قبلاً برای خود ایجاد کرده‌اند برای ورود به شبکه استفاده کنند. مانند یوتیوب.